# 과테비시온
과테비시온(스페인어: Guatevisión)은 과테말라의 공영 텔레비전 방송국으로 과테말라 시티에 본사를 두고 있다. 정식 출범일은 2003년 3월 20일이다.
과테비시온은 과테말라 시티 기준 UHF 채널 25으로 시청할 수 있다. 뉴스 프로그램으로 2003년 3월 20일부터 시작한 'Noticiero Guatevisión'이 있다.